# The Noah
The Noah je americké černobílé filmové drama z roku 1975. Natočil jej režisér Daniel Bourla, který je zároveň autorem scénáře podle příběhu Avrahama Heffnera. Snímek produkoval Louis de Rochemont III, syn filmaře Louise de Rochemonta. Vystupuje v něm jediný herec – Robert Strauss, ztvárňující postavu Noaha (tj. Noe). Ten ztvárnil posledního člověka přeživšího jadernou válku. Postupně si v hlavě vytváří další postavy, nejprve muže jménem Friday (Pátek), později ženu Friday Anne. Postavy se ve filmu fyzicky nevyskytují, jsou slyšet pouze jejich hlasy (Geoffrey Holder a Sally Kirkland). Po čase dochází mezi nimi a Noahem k hádce, načež scénu opouští. Noah si poté v mysli vytváří celou civilizaci, například vyučuje imaginární žáky. V celém filmu jsou také slyšet hlasy z rádia. Film byl natočen v Portoriku během deseti týdnů v roce 1968, ale kvůli nedostatku financí trvalo více než šest let, než byl dokončen. Premiéra proběhla 11. dubna 1975 v New Yorku. Po několika představeních byl film zabaven kvůli dluhům. Znovu byl na veřejnosti uveden až v roce 1997 v televizi. V roce 2006 vyšel na DVD. Robert Strauss se nedožil ani premiéry, zemřel necelé dva měsíce před ní. První volbou pro hlavní roli byl Mickey Rooney, který však musel být kvůli jiným závazkům vyměněn.

## Obsazení
| Robert Strauss    | The Noah            |
| Geoffrey Holder   | Friday (hlas)       |
| Sally Kirkland    | Friday Anne (hlas)  |
| David Bourla      | chlapec (hlas)      |
| Richard Thompkins | student (hlas       |
| James Keach       | různé hlasy         |
| Herbert Hartig    | různé hlasy         |
| Jack Schneider    | Sgt Kowalsky (hlas) |